# Lučenice
Lučenice jsou malá vesnice, část obce Chroboly v okrese Prachatice v Jihočeském kraji. Nachází se asi 1,5 kilometru severozápadně od Chrobol. Je zde evidováno 15 adres. V roce 2011 zde trvale žilo osmnáct obyvatel.
Lučenice leží v katastrálním území Chroboly o výměře 11,65 km². Vesnicí vede železniční trať Číčenice–Volary, která viaduktem překlenuje silnici vedoucí do vsi, je zde také autobusová zastávka Chroboly - Lučenice.

## Historie
První písemná zmínka o vesnici pochází z roku 1393.

## Obyvatelstvo
| Rok            | 1869 | 1880 | 1890 | 1900 | 1910 | 1921 | 1930 | 1950 | 1961 | 1970 | 1980 | 1991 | 2001 | 2011 | 2021 |
| -------------- | ---- | ---- | ---- | ---- | ---- | ---- | ---- | ---- | ---- | ---- | ---- | ---- | ---- | ---- | ---- |
| Počet obyvatel | 112  | 117  | 112  | 114  | 109  | 98   | 91   | 35   | 38   | 30   | 21   | 7    | 13   | 18   | 25   |
| Počet domů     | 17   | 19   | 19   | 19   | 18   | 18   | 16   | 9    | 9    | 8    | 6    | 2    | 16   | 18   | 18   |

## Pamětihodnosti
- Výklenková kaplička u čp. 50